# Lijst van personen uit Milwaukee
Dit is een chronologische lijst van bekende personen die in de Amerikaanse stad Milwaukee zijn geboren of woonachtig zijn (geweest).

## Geboren in Milwaukee

### Voor 1900
- Morris Fuller Benton (1872-1948), grafisch vormgever en letterontwerper
- Alvin Kraenzlein (1876-1928), atleet
- Herbert Stothart (1885-1949), componist

### 1900–1919
- Spencer Tracy (1900-1967), acteur

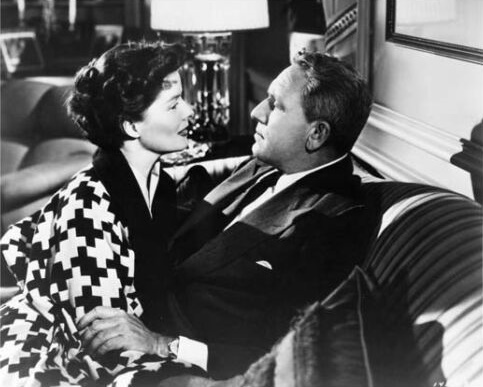
Acteur Spencer Tracy (1900-1967) (r)

- Heinz Roemheld (1901-1985), componist
- Mildred Harnack (1902-1943), Amerikaans-Duitse literatuurhistorica, vertaalster en verzetsstrijdster in nazi-Duitsland
- George Kennan (1904-2005), diplomaat en historicus
- Ralph Evinrude (1907-1986), zakenmagnaat
- Marjorie Grene (1910-2009), filosofe en biologe
- Herbert Simon (1916-2001), psycholoog, socioloog en Nobelprijswinnaar (1978)

### 1920–1939

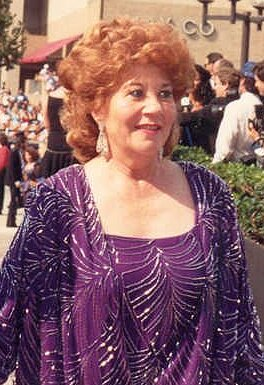
Actrice Charlotte Rae (1926-2018)

- William Rehnquist (1924-2005), jurist en opperrechter (voorzitter federaal hooggerechtshof)
- Charlotte Rae (1926-2018), actrice
- Lawrence Eagleburger (1930-2011), diplomaat en politicus
- Gene Wilder (1933-2016), theater- en filmacteur en komiek
- Bunky Green (1935-2025), jazzsaxofonist
- Herb Kohl (1935-2023), politicus
- Donald Knuth (1938), informaticus

### 1940–1949
- Michael Copps (1940), hoogleraar en bestuurder
- Al Jarreau (1940-2017), jazz- en popzanger
- Thomas Steitz (1940-2018), scheikundige en Nobelprijswinnaar (2009)
- Steve Miller (1943), gitarist
- Jim Risch (1943), senator voor Idaho
- Peter Straub (1943-2022), schrijver
- David Wineland (1944), natuurkundige en Nobelprijswinnaar (2012)
- Leland Sklar (1947), bassist, zanger en componist
- Jeff Doucette (1947), acteur
- Chip Zien (1947), acteur
- Jerry Harrison (1949), toetsenist (Talking Heads) en muziekproducer

### 1950–1969

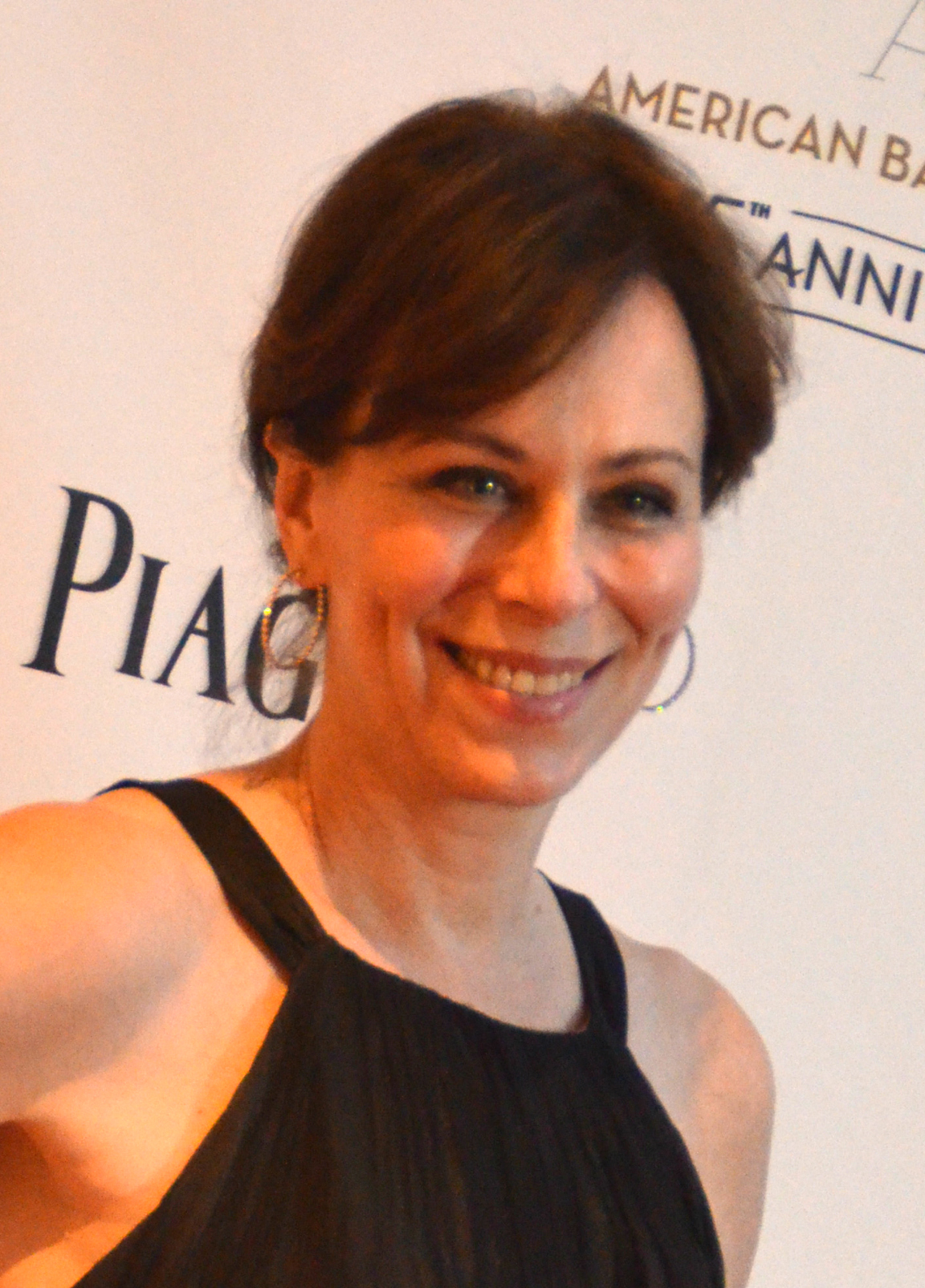
Actrice Jane Kaczmarek (1955)

- Jerry Zucker (1950), regisseur en filmproducent
- James Chance (1953-2024), zanger en saxofonist
- Steve Sisolak (1953), gouverneur van Nevada
- Jane Kaczmarek (1955), actrice
- André Phillips (1959), hordeloper
- Leroy Chiao (1960), astronaut
- Jeffrey Dahmer (1960-1994), seriemoordenaar en kannibaal
- Kenny Harrison (1965), hink-stap-springer
- Eric Benét (1966), zanger
- Amy Pietz (1969), actrice

### 1970–1999
- Heather Graham (1970), actrice
- Brad Rowe (1970), acteur

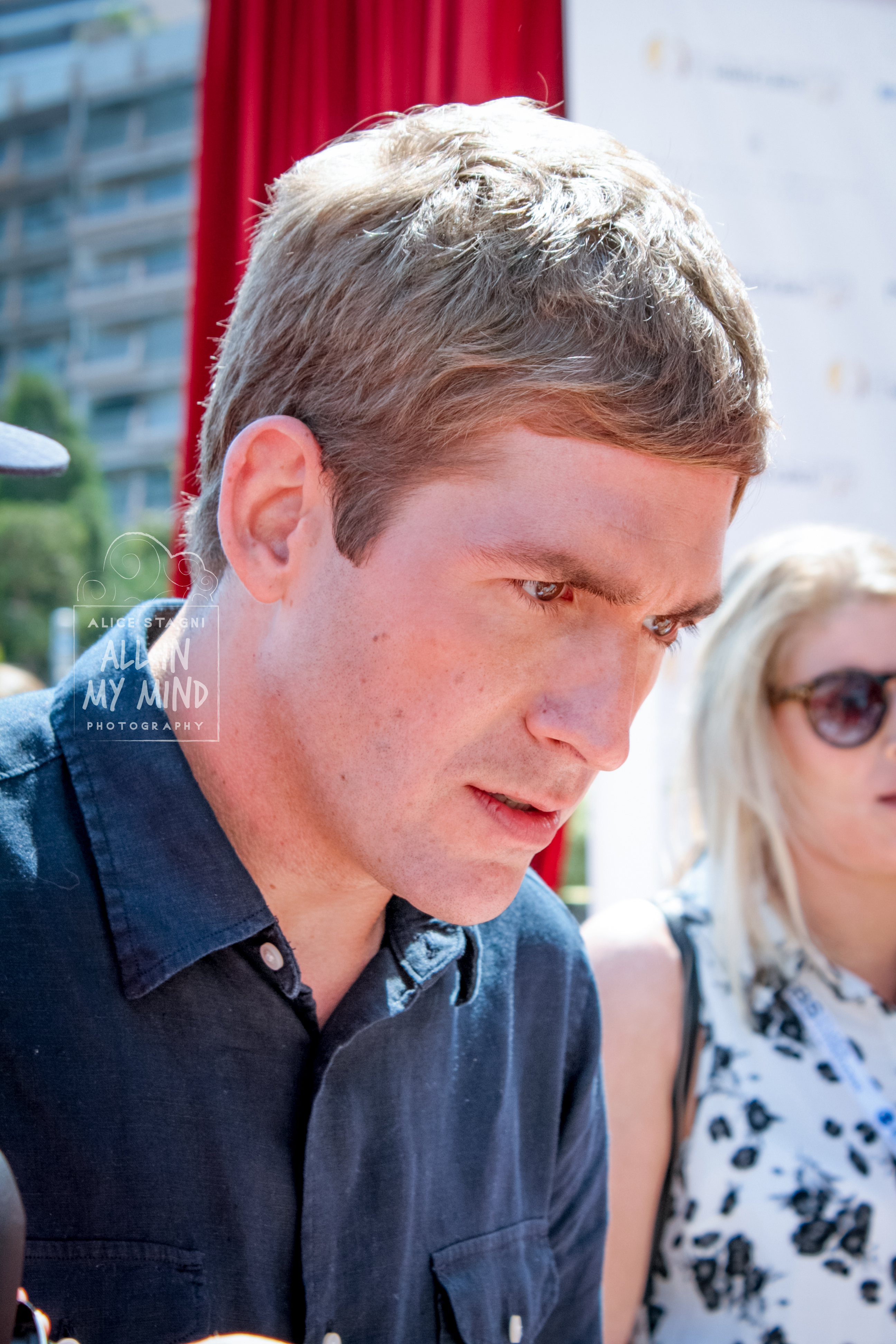
Acteur Eric Szmanda (1975)

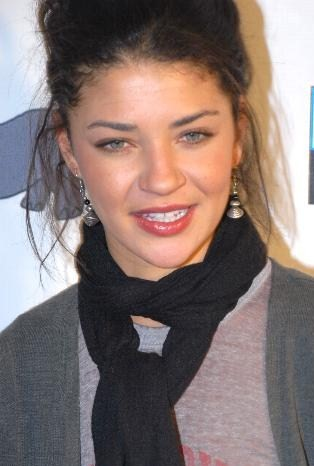
Actrice Jessica Szohr (1985)

- Aimee Graham (1971), actrice, filmproducente, filmregisseuse en scenarioschrijfster
- Mari Holden (1971), wielrenster
- Deirdre Demet (1972), wielrenster
- Eric Szmanda (1975), acteur
- Jeff Hanson (1978-2009 ) singer-songwriter
- Charles Kazlauskas (1982), voetballer
- Jessica Szohr (1985), actrice
- Anthony Pettis (1987), vechtsporter
- Ava Max (1994), zangeres
- Jacob Latimore (1996), acteur en zanger

## Woonachtig (geweest)
- Golda Meïr (Hebreeuws: גּוֹלְדָּה מֵאִיר) (1898-1978), premier van Israël 1969-1974, groeide op in Milwaukee waar zij een plaatselijk college bezocht (nu de University of Wisconsin at Milwaukee - UWM) en lesgaf aan een Joodse dagschool. De centrale bibliotheek van UWM heet de Golda Meir Library.